# Comuna Vovkivți, Șepetivka
Vovkivți (în ucraineană Вовківці) este o comună în raionul Șepetivka, regiunea Hmelnîțkîi, Ucraina, formată din satele Vovkivciîkî și Vovkivți (reședința).

## Demografie
Componența lingvistică a comunei Vovkivți
     Ucraineană (97,78%)
     Rusă (1,66%)
     Alte limbi (0,18%)
Conform recensământului din 2001, majoritatea populației comunei Vovkivți era vorbitoare de ucraineană (97,78%), existând în minoritate și vorbitori de rusă (1,66%).